# Лобусов, Никита Николаевич
Ники́та Никола́евич Ло́бусов (род. 4 августа 2002, Иркутск) — российский футболист, вратарь армянского клуба «Гандзасар».

## Биография
Родился в Иркутске.
Воспитанник клуба «Байкал», первый тренер Столяров Игорь Валерьевич.
26 июля 2019 года подписал профессиональный контракт с иркутским «Зенитом».
В январе 2021 года перешёл в молодёжную команду клуба «Енисей».
Летом 2021 года пополнил состав основной команды «Байкала», выступающей в первенстве ЛФК.
27 мая 2022 года присоединился к любительскому клубу «Иркутск». В сентябре 2022 года был исключен из состава клуба после появления на тренировке с накрашенными ногтями.
Зимой 2023 года перешёл в сочинский «Трактор».
В начале 2024 года пополнил состав любительского клуба «Деньги Рокетов».
Летом 2024 года присоединился к абхазскому клубу «Гагра».
12 марта 2025 года перешёл в сочинскую «Жемчужину», параллельно заняв в нём должность детского тренера вратарей.
29 июля 2025 года подписал контракт с армянским клубом «Гандзасар». 1 августа 2025 года в матче чемпионата Армении против ереванского «Арарата».

## Статистика выступлений
| Выступление      | Выступление      | Выступление      | Лига | Лига | Кубки | Кубки | Итого | Итого |
| Клуб             | Лига             | Сезон            | Игры | Голы | Игры  | Голы  | Игры  | Голы  |
| ---------------- | ---------------- | ---------------- | ---- | ---- | ----- | ----- | ----- | ----- |
| Гандзасар        | АПЛ              | 2025/26          | 3    | −6   | 0     | 0     | 3     | -6    |
| Гандзасар        | Итого            | Итого            | 3    | −6   | 0     | 0     | 3     | -6    |
| Всего за карьеру | Всего за карьеру | Всего за карьеру | 3    | −6   | 0     | 0     | 3     | -6    |